# Peba
El peba (peva) és una llengua exgingida de la família lingüística de les llengües peba–yaguan que es va parlar a la regió de Loreto, a l'Amazònia peruana.

## Dialectes
Els dialectes del peba eren cauwachi, caumari, i pacaya segons Mason (1950).